# ピスエルガ川
ピスエルガ川（ピスエルガがわ、スペイン語: Pisuerga）は、スペイン・カスティーリャ・イ・レオン州を流れる河川。ドゥエロ川の支流である。総延長は283km。流域面積は15,828km2。流域にある最大都市はバリャドリッド。

## 地理

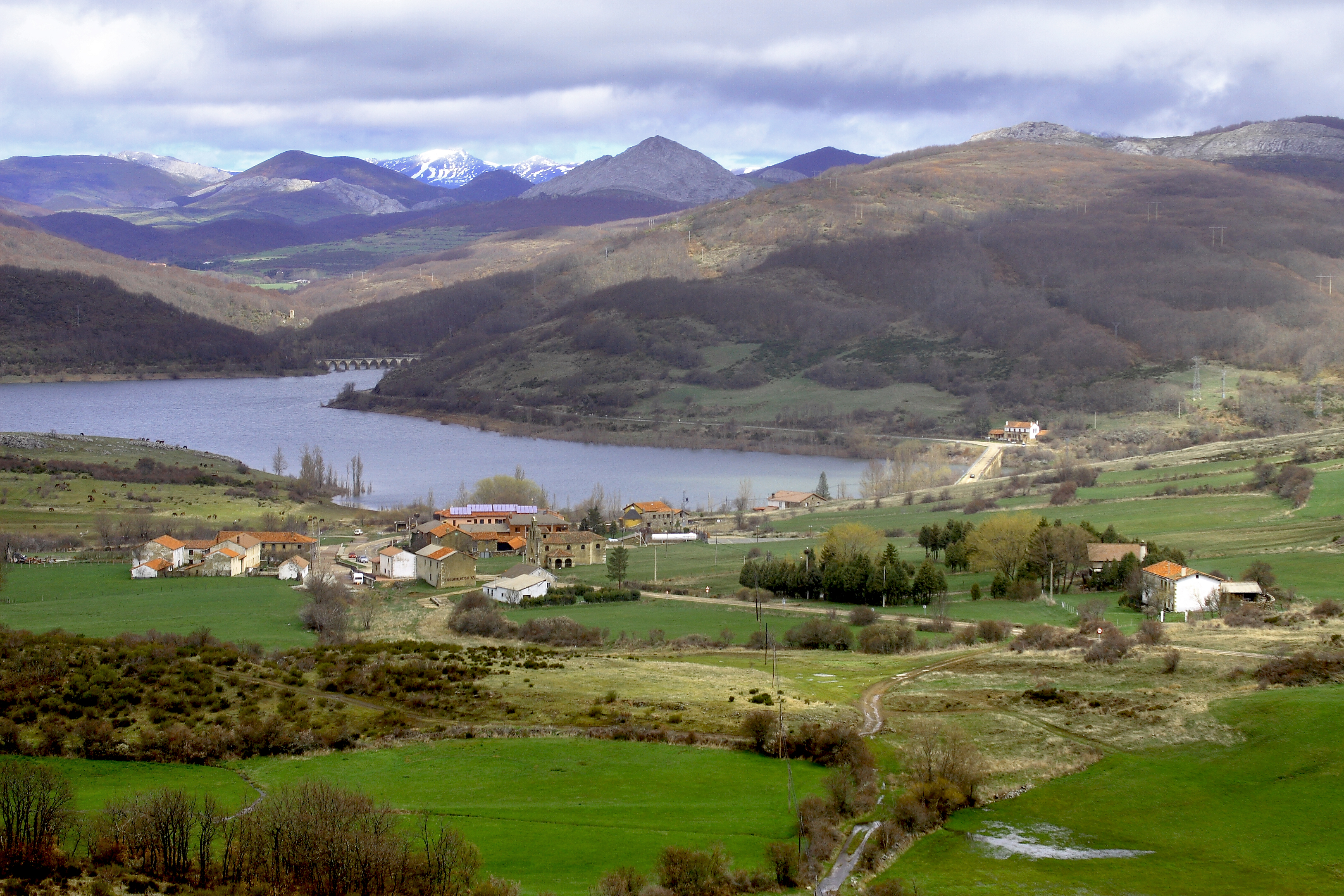
上流部のレケハーダ貯水池とカンタブリア山脈

スペイン北部のカンタブリア山脈に端を発する。カスティーリャ・イ・レオン州パレンシア県最北部のフエンテス・カリオナス・イ・フエンテ・コブレ＝パレンティーナ山地自然公園から水を集め、自然公園内にはレケハーダ貯水池が、少し下ってアギラール貯水池がある。
その後はパレンシア県とブルゴス県の境界付近を南下し、パレンシアの東約20kmの位置では、ブルゴスを通るアルランソン川（とその支流アルランサ川）を集める。パレンシアの南約15kmの位置では、パレンシア市街地を通るカリオン川を集める。さらに南下してバリャドリッド県に入り、バリャドリッドを通った後、バリャドリッドの南西約15kmの位置でドゥエロ川に注いでいる。
1950年代には上流部にアギラール貯水池（アギラール・ダム）が建設されたため、ピスエルガ川の水位は年間を通じて規則的となった。この貯水池のおかげで北メセタに灌漑農地が広がった。